# Bruyères-sur-Fère
Bruyères-sur-Fère è un comune francese di 219 abitanti situato nel dipartimento dell'Aisne della regione dell'Alta Francia.

## Società

### Evoluzione demografica
Abitanti censiti